# Federico Malo Andrade
 (octobre 2018).
Pour les articles homonymes, voir Andrade.
Federico Malo Andrade était un entrepreneur, homme d'affaires et distinguée figure publique équatorienne du XIXe siècle.

## Biographie
Né à Cuenca, Équateur, le 5 juillet 1859, il fut le second fils du mariage du Dr. Luis Malo Valdivieso, lieutenant-colonel, avocat, Gouverneur de la Province de l'Azuay quatre fois et Commandant du District de la même province, en 1869, et de Jesús Andrade Morales, petite fille du Général Antonio Morales Galvis, héros de l’indépendance de la République de Colombie, et nièce du Président de la République de l'Équateur, Dr. Jerónimo Carrión. 
Il réalisa ses études à Londres et à Paris, ayant connu dans cette dernière ville l'écrivain Dr. Juan Montalvo, dont il fut l'un des meilleurs ami, sauvant également de sa désastreuse situation économique ce vieil auteur.Il retourna à Cuenca, en 1887 et y épousa, le 23 mars 1888, Mme. Leticia Andrade Chiriboga (1870-1935), sa cousine, avec qui il eut onze enfants. En 1896, il fut nommé Député de sa Province au Congrès, et Recteur du Collège National de Cuenca, le Benigno Malo, occupant ce poste jusqu’à 1900. En 1903, il fut nommé Président du Conseil Municipal de la Ville et en 1916, Gouverneur de la Province.
Il fut aussi un homme de progrès, en 1912, il importa de Paris a Cuenca le premier automobile, également le premier phonographe, etc. Exportateur et importateur. En 1913, il fonda la première banque de Cuenca, el Banco del Azuay, en 1919, la Chambre de Commerce de Cuenca, en 1926 il participa dans la mission Kemmerrer, pour la fondation de la Banque Centrale de l'Équateur à Cuenca, dont il fut élu Président. Il décéda le 14 février 1932, à l'âge de 72 ans. 